# Rautjärvi (sjö i Södra Karelen, lat 61,30, long 29,12)
Rautjärvi är en sjö i Finland. Den ligger i kommunen Rautjärvi i landskapet Södra Karelen, i den sydöstra delen av landet, 260 km nordost om huvudstaden Helsingfors. Rautjärvi ligger 89,7 meter över havet. I omgivningarna runt Rautjärvi växer i huvudsak blandskog. Den är 8,5 meter djup. Arean är 2,61 kvadratkilometer och strandlinjen är 12,35 kilometer lång. Sjön  ingår i Vuoksens huvudavrinningsområde. 